# Frontorganisation
 Denne artikel bør gennemlæses af en person med fagkendskab for at sikre den faglige korrekthed.

En frontorganisation eller facadeorganisation er en organisation, der oprettes (eller udnyttes) til et andet formål, end det fremgår på overfladen. Sådanne organisationer anvendtes i rigt mål af de østlige efterretningstjenester i Vesten under Den kolde Krig til fremme af østmagternes interesser. Der kunne også være tale om, at man satte sig på en eksisterende organisation, og udnyttede den helt eller delvis. 
I Danmark var Samarbejdskomiteen for Fred og Sikkerhed en central frontorganisation, der desuden var paraplyorganisationer for en række andre frontorganisationer som Lærere for Fred, Journalister for Fred, Katolsk Arbejderaktion, Fagbevægelsen for Fred og Socialdemokrater mod Atomvåben og Militarisme.
Den vigtigste internationale kommunistiske frontorganisationer var Verdensfredsrådet, men desuden fandtes der en lang række andre organisationer, bl.a. World Federation of Democratic Youth, International Union of Students, Christian Peace Conference, International Association of Democratic Lawyers, International Federation of Resistance Movements, International Institute for Peace, International Organization of Journalists, Women's International Democratic Federation samt World Federation of Scientific Workers.
Frontorganisationer blev også brugt fra vestlig side. Et af de kendte eksempler var Kongressen for Kulturel Frihed, der var delvist finansieret af den amerikanske efterretningstjeneste CIA.
Fremtrædende kulturpersonligheder, som for eksempel Klaus Rifbjerg og Leif Panduro, deltog i kongressens arrangementer uden at have viden om CIA-støtten.